# كريس ألكوك
كريس ألكوك (بالإنجليزية: Chris Alcock)‏ هو لاعب اتحاد الرغبي جنوب أفريقي، ولد في 24 يونيو 1988 في ديربان في جنوب أفريقيا.

## وصلات خارجية
- كريس ألكوك على موقع ItsRugby.co.uk (الإنجليزية)